# Bab Mahrouk
Bab Mahrouk, también escrito Bab Mahruq, (en árabe: باب المحروق) es históricamente la principal puerta occidental de la ciudad de Fes el Bali, la antigua ciudad amurallada de Fez, Marruecos. La puerta data de 1204 y está situada en la esquina noroeste de la Place Bou Jeloud, cerca del borde de la Qasba an-Nouar. Históricamente fue el punto de inicio aproximado de la calle principal de la ciudad antigua, Tala'a Kebira.: 126 

## Historia
La puerta actual fue construida en 1204 por el gobernante almohade Muhámmad al-Násir (que gobernó entre 1199 y 1213), quien reconstruyó las murallas de la ciudad y las fortificaciones de Fez en general. También era conocida (quizás en un período anterior a la construcción almohade) como Bab ash-Shari'a (باب الشريعة que significa literalmente "Puerta de la Justicia/Ley"), pero se conoció como Bab Mahruq ("Puerta de los Quemados") después de que el cuerpo de un rebelde uezaní llamado al-'Ubaydi fuera quemado aquí en 1203-04 (600 AH).: 110  Aquí se colgaban y exhibían las cabezas de los rebeldes ejecutados, una práctica que en ocasiones continuó hasta principios del siglo XX. En algunas ocasiones, los condenados eran colgados de las muñecas justo por encima del suelo durante un día entero antes de su ejecución. Hoy en día, la puerta sigue en pie, aunque se han creado otras aberturas en la muralla en sus inmediaciones para permitir el paso de vehículos y el tráfico regular.[cita requerida]

## Descripción
Como muchas puertas fortificadas medievales, la puerta tiene una entrada curva, a la que se ingresa desde el oeste pero que gira 90 grados hacia el sur. Se abre a través de un gran arco de herradura, rodeado por un marco rectangular poco profundo (similar a Bab Mahrouk, en el otro lado de la ciudad). Al sur de la estructura de la puerta se encuentra también otra abertura en los muros, insertada en época reciente para mejorar la circulación.[cita requerida]
Al oeste de la puerta, fuera de las murallas de la ciudad, se extiende el histórico cementerio Bab Mahrouk, uno de los principales cementerios de la ciudad antigua. Incluye el mausoleo del ulema del siglo XII Abu Bakr ibn al-Arabi. : 106  Ibn al-Khatib, el famoso poeta andalusí de Granada, también fue enterrado allí después de ser asesinado mientras estaba encarcelado en Fez en 1375. Una de las tumbas del cementerio podría contener el lugar de descanso final de Boabdil, el último gobernante de Granada y al-Ándalus, aunque los expertos aún no lo han confirmado.

## Galería

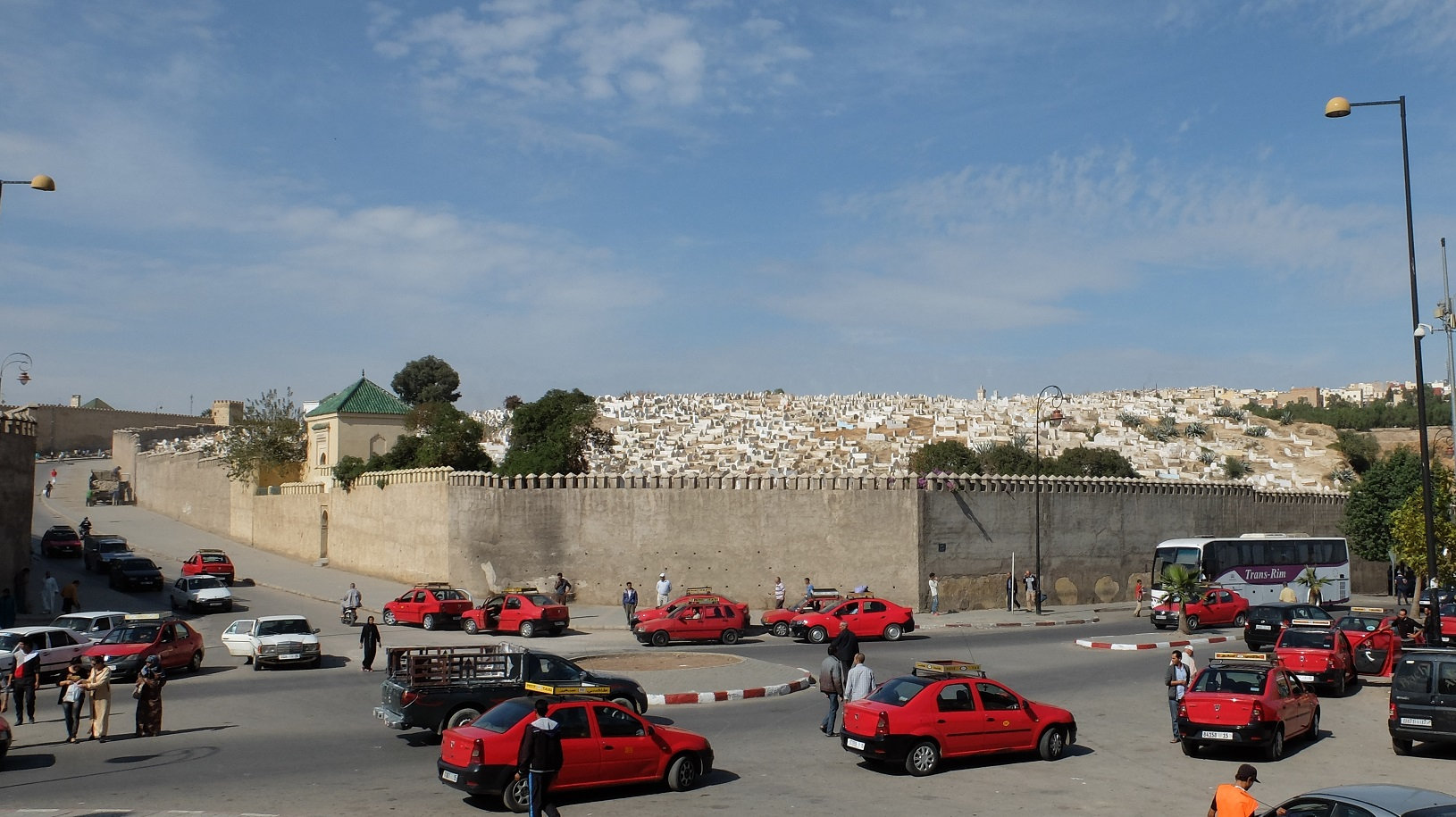
Cementerio de Bab Mahrouk.
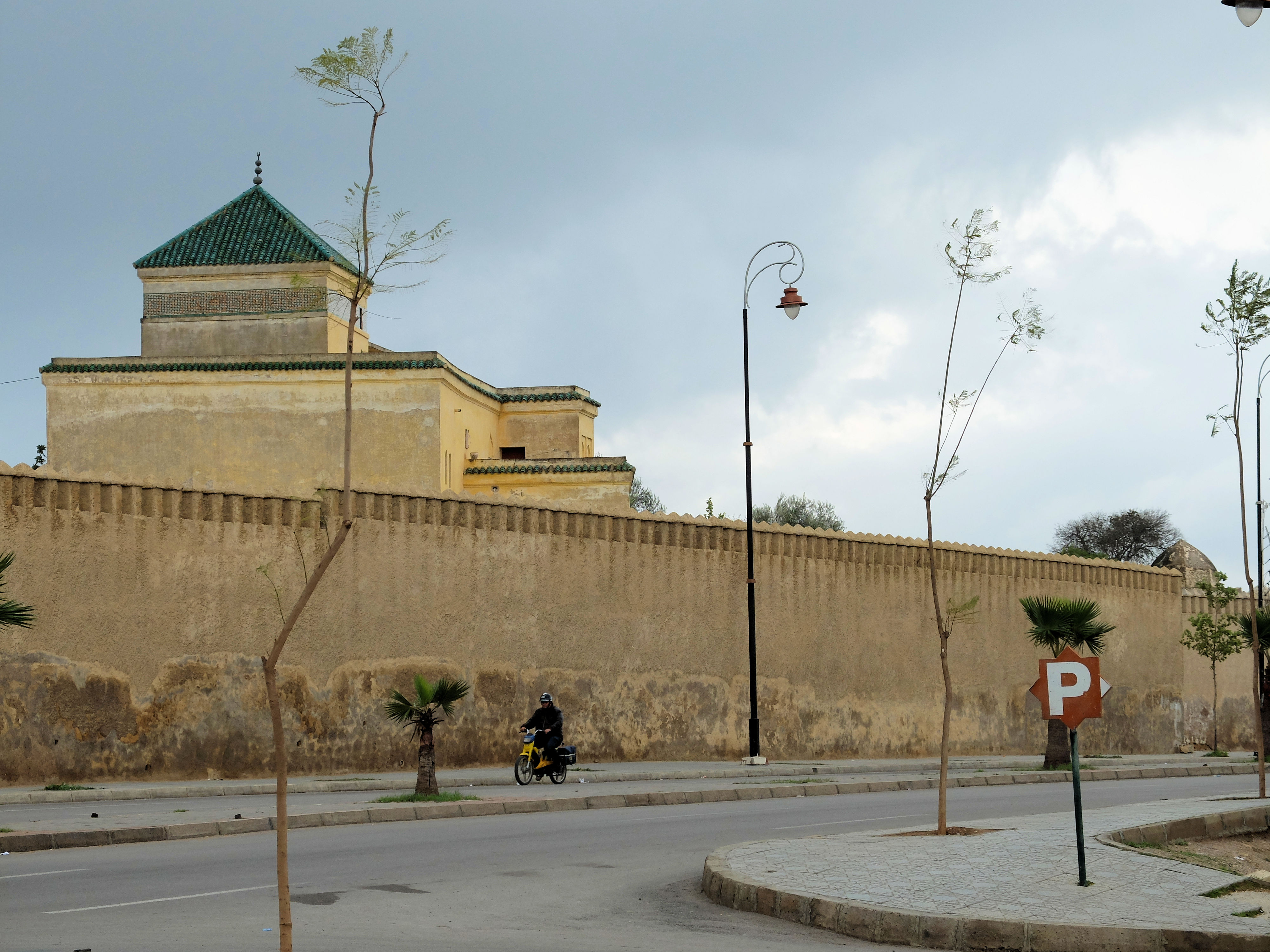
Mausoleo de Abu Bakr Ibn al-Arabi.
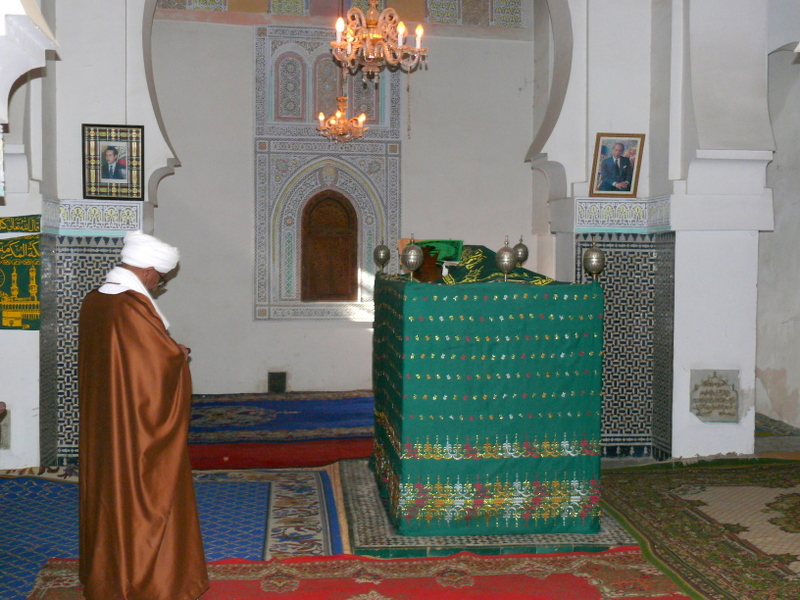
Interior del mausoleo de Ibn al-Arabi.